# Metoligotoma illawarrae
Metoligotoma illawarrae är en insektsart som beskrevs av Davis 1938. Metoligotoma illawarrae ingår i släktet Metoligotoma och familjen Australembiidae.

## Underarter
Arten delas in i följande underarter:
- M. i. telocera
- M. i. septentrionis
- M. i. illawarrae